# 조지 워싱턴 장군의 사임
조지 워싱턴 장군의 사임(영어: General George Washington Resigning His Commission)은 미국의 화가 존 트럼불이 조지 워싱턴 장군이 1783년 12월 23일 메릴랜드주립청사에서 열린 연합회의에서 총사령관직을 사임하는 모습을 그린 대형 유화이다. 이 그림은 1817년에 의뢰되어 1822년에 시작하여 1824년에 완성되었으며, 현재 워싱턴 D.C.의 미국 국회의사당 로툰다에 미국 독립 전쟁에 관한 트럼불의 다른 세 점의 대형 그림과 함께 전시되어 있다.
트럼불은 조지 워싱턴의 총사령관 사임을 "세상에 주어진 가장 숭고한 도덕적 교훈 중 하나"라고 여겼다.

## 의뢰
의회는 1817년 1월 27일 트럼불에게 국회의사당 로툰다에 전시될 네 점의 독립 전쟁 장면을 그릴 것을 의뢰했으며, 여기에는 인기 있는 독립선언 (회화)도 포함되었고, 작업에 32,000달러를 할당했다. 트럼불은 이후 제임스 매디슨 대통령과 만나 최종 크기와 주제를 결정했다. 트럼불은 처음에는 그림의 크기를 높이 6피트, 길이 9피트로 생각했지만, 매디슨은 로툰다의 광활한 크기 때문에 실물 크기의 작품이 필요하다고 말했다. 선정된 군사 주제는 버르고인 장군의 항복과 콘월리스 경의 항복이었다. 민사 주제는 조지 워싱턴 장군의 사임으로 균형을 맞춘 독립선언이었다. 트럼불은 조지 워싱턴의 사임 그림을 추천했고, 매디슨은 "당신 말이 맞다고 생각합니다. 그것은 영광스러운 행동이었습니다"라고 답했다.

## 묘사
조지 워싱턴 장군은 완전한 군복 차림으로, 그림 중앙에서 밝게 빛나며 대륙회의에 연설하는 모습으로 그려져 있다. 그의 뒤에는 그의 부관 데이비드 험프리스 대령과 벤저민 워커 대령이 서 있다. 왼쪽에는 대륙회의 의장 토머스 미플린과 대륙회의 비서 찰스 톰슨이 서 있다. 마사 워싱턴과 그녀의 세 손자는 그림 오른쪽 갤러리에 그려져 있지만, 실제로 참석하지는 않았다. 미래의 대통령인 토머스 제퍼슨, 제임스 먼로, 제임스 매디슨은 대표자들 사이에 그려져 있다. 트럼불은 매디슨에게 시적 허용을 사용하여 그를 그림에 포함시켰다고 말했다. 다른 의회 대표자로는 엘브리지 게리, 휴 윌리엄슨, 새뮤얼 오스굿, 엘리저 맥콤, 조지 파트리지, 리처드 돕스 스페이트, 그리고 벤저민 호킨스가 있다. 워싱턴 뒤에는 윌리엄 스몰우드 장군, 오토 홀랜드 윌리엄스 장군, 새뮤얼 스미스 대령, 존 이저 하워드 대령, 그리고 메릴랜드 관중인 다니엘 오브 세인트 토머스 제니퍼, 그리고 메릴랜드 대표인 찰스 캐롤과 그의 두 딸이 서 있다.
트럼불은 이 작품에서 워싱턴을 그리는 데 1792년 작품인 트렌턴의 조지 워싱턴 장군 초상화를 모델로 삼았다. 그는 1790년부터 1793년까지 그린 여러 미니어처 초상화를 사용하여 토머스 미플린, 윌리엄 스몰우드, 마사 워싱턴을 포함한 다른 참석자들을 그렸다.

## 다른 버전
트럼불은 더 작은 버전(20 by 30 인치 (51 cm × 76 cm))인 "1783년 12월 23일 워싱턴 장군의 사임"(1824–1828)을 그렸으며, 이 작품은 현재 뉴헤이븐의 예일 대학교 미술관에 전시되어 있다. 전신 그림의 중앙 부분을 바탕으로 한 판화는 1875년 시리즈 1,000달러 지폐와 1918년 시리즈 5,000달러 지폐 뒷면에 사용되었다.

## 비평
트럼불은 1835년 예일 대학교에서 전시된 자신의 작품 목록에서 이 그림을 다음과 같이 묘사했다.
지상의 야망에 대한 얼마나 현란한 유혹인가! 군인들에게 사랑받고 백성들에게 존경받는 승리한 총사령관이 만약 그가 보편적인 지지를 받으며 오랫동안 지켜왔던 권력을 유지하기로 선택했더라면 누가 그에게 맞설 수 있었겠는가? 카이사르, 크롬웰, 나폴레옹은 지상의 야망의 매력에 굴복하여 조국을 배신했다. 그러나 워싱턴은 더 높은, 불멸의 영광, 즉 오직 미덕만이 줄 수 있고 어떤 권력, 어떤 노력, 어떤 시간도 빼앗거나 줄일 수 없는 영광을 열망했다.
역사학자 매튜 모텐은 2014년에 출판된 미국 전쟁 지휘 역사에 관한 책의 결론에서 이 그림에 대해 다음과 같이 썼다.
다시 트럼불의 '조지 워싱턴 장군의 사임'을 살펴보자. 워싱턴은 의자 앞에 서 있는데, 그 의자는 다른 모든 의자보다 약간 크고 망토로 덮여 있다. 그 왕좌는 비어 있을 것이다. 자신의 임무를 사임함으로써 워싱턴은 카이사르가 아닌 킨키나투스가 되어 지휘권, 군대 생활, 그리고 아마도 독재적인 행정 권력에 대한 잠재적 주장을 포기한다. 킨키나투스처럼 워싱턴은 칼을 칼집에 넣고 마운트 버넌 사유지의 쟁기로 돌아갈 것이다.

## 갤러리

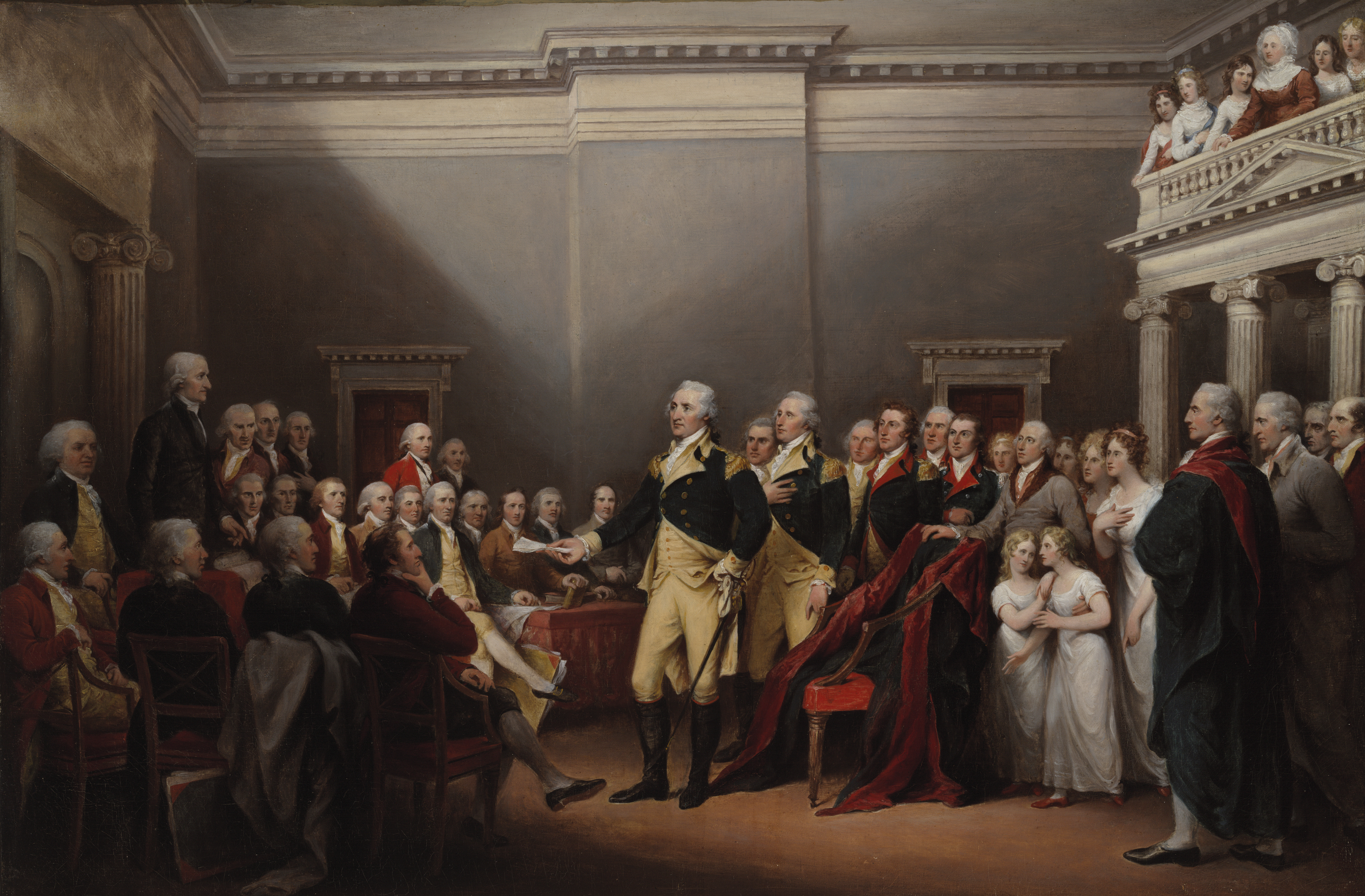
1783년 12월 23일 워싱턴 장군의 사임, 존 트럼불 작, 1824-1828
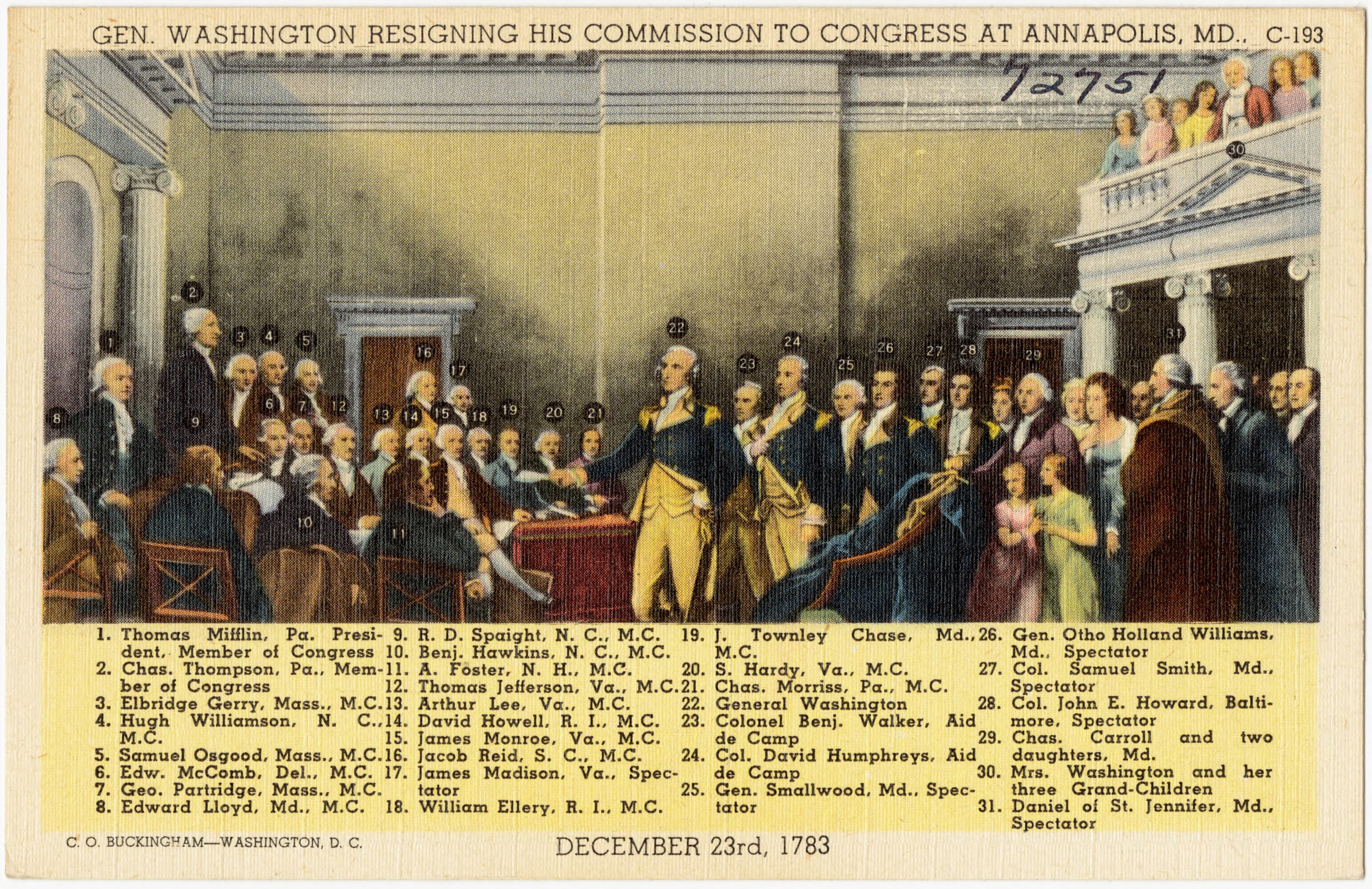
그림의 열쇠
워싱턴의 사임 1875년 시리즈 1,000달러 지폐
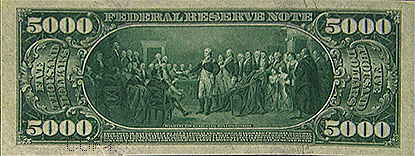
워싱턴의 사임 1918년 시리즈 5,000달러 지폐

## 같이 보기
- 군에 대한 문민통제